# Sheezus (singolo)
Sheezus è un singolo promozionale della cantante britannica Lily Allen diffuso digitalmente nell'aprile 2014 e presente nell'album omonimo.

## Video
Il video del brano è stato pubblicato sul canale YouTube della cantante il 23 aprile 2014.